# Кононівка (селище)
Кононівка — селище в Україні у Золотоніському районі Черкаської області. Входить до складу Шрамківської сільської громади. Населення — 522 людини (на 2001 рік).

## Історія
- Село постраждало внаслідок геноциду українського народу, проведеного окупаційним урядом СРСР 1932-1933 та 1946-1947 роках[джерело?].